# Michael Kelly (físico)
Michael Joseph Kelly FRS (New Plymouth, 14 de maio de 1949) é um físico neozelandês-britânico.
Nascido em New Plymouth, Kelly estudou na Universidade Victoria de Wellington, onde obteve os títulos de BSc e MSc, seguindo então para a Inglaterra, onde obteve o PhD na Universidade de Cambridge, orientado por Volker Heine.
Foi eleito membro da Royal Society em 1993. Em 2006 recebeu a Medalha Hughes.